# Micranthemum callitrichoides
Micranthemum callitrichoides (лат.) (русское название — Хемиантус куба) — растение; вид рода Micranthemum семейства Подорожниковые.
Растение было обнаружено Холгером Виделоуфом (Holger Windeløv), основателем компании Tropica, недалеко от Las Pozas, к востоку от Гаваны, Куба.
Micranthemum callitrichoides произрастает среди крупных камней, в местах, где вода достигает 50 см в сухое время года и до 1 м в дождливые периоды, устойчиво к сильному течению. Образует плотные заросли.

## Культивирование
Освещение, необходимое для растения — не менее 0,7-0,8 Вт/л (люминесцентная лампа). Обязательное содержание диоксида углерода — 10-15 мг/л.
M. callitrichoides не любит стоячую и старую воду. Требуемый pH воды = 6.5-7